# Janetia plicans
Janetia plicans är en tvåvingeart som först beskrevs av Jean-Jacques Kieffer 1909.  Janetia plicans ingår i släktet Janetia och familjen gallmyggor. Inga underarter finns listade i Catalogue of Life.